# Chemosensitivität
Der Begriff Chemosensitivität bezeichnet in der Medizin die Empfindlichkeit von Krebszellen gegenüber wachstumshemmenden Medikamenten, den so genannten Zytostatika oder Chemotherapeutika, die im Rahmen der Chemotherapie eingesetzt werden.
Meist wird dieser Ausdruck im Zusammenhang für die Testung von Zytostatika verwendet. Demnach wird solch ein Test als Chemosensitivitäts-Test bezeichnet.
Die Chemosensitivität von Krebszellen entscheidet häufig mit über den Erfolg der Chemotherapie und hängt von zahlreichen Faktoren ab: So wirken Zytostatika aus der Gruppe der Alkylantien über eine Veränderung des Erbguts der Tumorzellen; die Aktivierung von DNA-Reparaturenzymen in Tumoren kann hier zu einer verringerten Chemosensitivität beitragen. Auch ein verminderter Transport von Zytostatika in das Zellinnere, deren Inaktivierung oder auch die fehlende Expression von wirkungsvermittelnden Rezeptoren kann zu einer Verringerung der Chemosensitivität des Tumors und somit zu einem Ausbleiben des Therapieerfolgs führen.
Neben der Chemosensitivität gibt es auch den Begriff der Chemoresistenz. Dieser Begriff beschreibt die Eigenschaft von Zellen, gegenüber einem Chemotherapeutikum unempfindlich zu sein. Sowohl Chemosensitivität als auch Chemoresistenz werden mit dem Ausdruck Chemosensibilität zusammengefasst.